# Arthur Wellesley, VIII duca di Wellington
Arthur Valerian Wellesley, VIII duca di Wellington, KG LVO OBE MC DL (Roma, 2 luglio 1915 – Basingstoke and Deane, 31 dicembre 2014), designato Marchese di Douro tra il 1943 ed il 1972, è stato un pari britannico e un brigadiere in pensione dell'esercito britannico. Perse il suo seggio alla Camera dei Lord a causa della promulgazione dello House of Lords Act 1999.
Oltre ai suoi titoli britannici, ha detenuto i titoli ereditari di VIII Principe di Waterloo (Prins van Waterloo) del Regno Unito dei Paesi Bassi e VIII Duca della Vittoria (Duque da Vitória) del Regno del Portogallo, con i titoli sussidiari di Marchese di Torres Vedras (Marquês de Torres Vedras) e Conte di Vimeiro (Conde de Vimeiro). Questi furono concessi al primo duca come titolo della vittoria per i suoi servizi distinti di vittorioso comandante generale nella guerra peninsulare (in Spagna e Portogallo) e nella battaglia di Waterloo (nell'attuale Belgio).
L'VIII Duca di Wellington è stato anche il IX Duca di Ciudad Rodrigo (Duque de Ciudad Rodrigo) del Regno di Spagna, ma il 10 marzo 2010 ha ceduto il ducato spagnolo al figlio maggiore, Charles Wellesley. Conformemente alla procedura spagnola, Lord Douro prestò formale rivendicazione per il titolo alle autorità spagnole. Il re Juan Carlos, attraverso il suo Ministro, concesse la successione al ducato a Charles, Marchese di Douro con Decreto Reale del 21 maggio 2010, riportato ufficialmente nel Bollettino ufficiale dello Stato per il 12 giugno 2010.

## Biografia
Wellington nacque a Roma, in Italia, figlio di Gerald Wellesley, VII duca di Wellington, e di Dorothy Violet, figlia di Robert Ashton. Sino alla morte di suo padre, egli divenne noto col titolo di cortesia di marchese di Douro dal 1943 quando suo padre ottenne il titolo. Egli frequentò il College di Eton prima di passare al New College di Oxford.

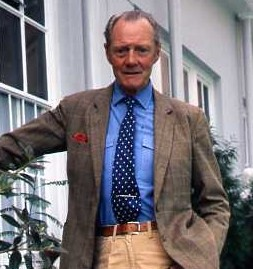
Il duca nel 1986 in un ritratto fotografico di Allan Warren.

Wellington prestò servizio nell'esercito inglese durante la Seconda guerra mondiale come Sottotenente nel 1940 col numero di servizio 68268. Egli entrò quindi nel corpo delle Royal Horse Guards come Tenente, periodo durante il quale ottenne la Military Cross e ricevette la promozione a Capitano nel luglio del 1946. Dopo la guerra decise di rimanere nell'esercito e nel luglio del 1951 ricevette la promozione a maggiore e poi a tenente colonnello nel dicembre del 1954, raggiungendo il comando del reggimento in cui militava. Nel 1957 fu di servizio a Cipro e venne nominato ufficiale dell'Ordine dell'Impero Britannico nel 1958.
Si spostò dunque nell'Household Cavalry Regiment, che comandò dal 1959. Promosso Colonnello nel gennaio del 1960, egli ottenne il comando della 22nd Armoured Brigade (1960–1961), prestando servizio nell'Armata Britannica del Reno, divenendo attaché alla difesa in Spagna nel 1964. Si ritirò dal servizio attivo nel gennaio del 1968 col rango onorario di Generale di Brigata.
Il duca di Wellington è stato deputato colonnello in capo (per conto del principe Andrea, duca di York) nello Yorkshire Regiment, deputato colonnello (per conto della principessa Anna) dei The Blues and Royals e colonnello onorario del 2º battaglione del Wessex Regiment.
Wellington è stato coinvolto anche nel mondo degli affari come direttore della Massey Ferguson Holdings Ltd dal 1967 al 1989 e della Motor Iberica SA (Spagna) dal 1967 al 1999. Nel 1975 venne nominato anche Luogotenente Deputato dell'Hampshire. Il duca ha continuato a svolgere fino alla morte, avvenuta nel 2014 all'età di 99 anni, i suoi compiti pubblici malgrado l'avanzata età.

## Matrimonio e figli

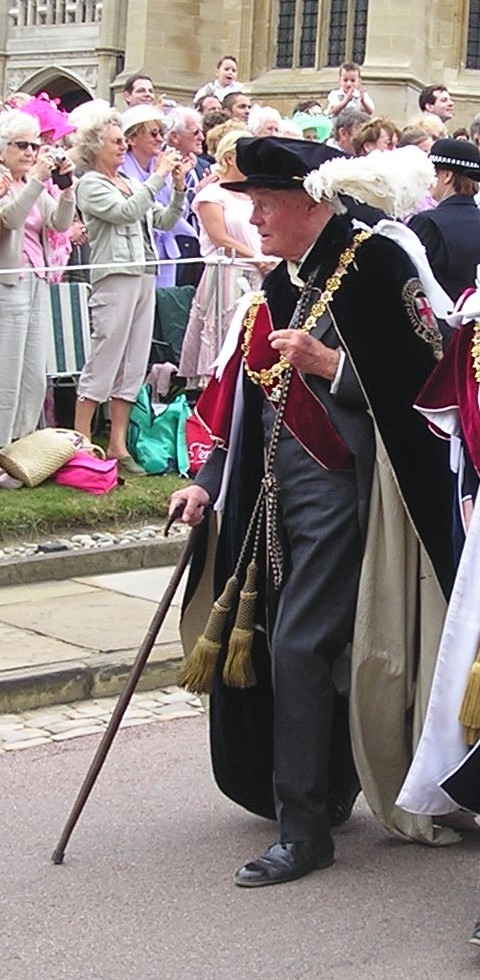
L'VIII duca di Wellington negli abiti da cavaliere dell'Ordine della Giarrettiera nell'annuale cerimonia al castello di Windsor (2006)

Wellington è stato per due volte fidanzato con Lady Rose Paget, figlia di Charles Paget, VI marchese di Anglesey, la quale poi finì per sposare John Francis McLaren. Il 28 gennaio 1944 Arthur sposò quindi Diana Ruth McConnel (1921–2010), unica figlia del maggiore generale Douglas Fitzgerald McConnel CB, CBE, di Knockdolian, Colmonell, Ayr, nella cattedrale di San Giorgio a Gerusalemme. La coppia ebbe cinque figli:
- Charles Wellesley, IX duca di Wellington (n. 19 agosto 1945), sposato con la principessa Antonia di Prussia, dalla quale ha avuto cinque figli.
- Lord Richard Gerald Wellesley (n. 20 giugno 1949), che vive nella residenza materna di Knockdolian; ha sposato nel 1973 (poi separato) Joanna Marion Sumner, figlia di John Sumner di Marston St. Lawrence, da cui ha avuto due figlie: Davinia Chloe (n. 1977) e Natasha Doone (n. 1981).
- Lady (Caroline) Jane Wellesley (n. 6 luglio 1951), produttrice e autrice cinematografica; nubile.
- Lord John Henry Wellesley (n. 20 aprile 1954), sposò nel 1977 Corinne Vaes, figlia di Robert Vaes, diplomatico belga, da cui ebbe un figlio, Gerald Valerian (n.1981) ed una figlia, Alexandrina Sofia (n.1983).
- Lord James Christopher Douglas Wellesley (n. 16 dicembre 1964), sposò nel 1994 (div. nel 2005) Laura Elizabeth Wedge, da cui ebbe la figlia Eleanor (n. 1995).[11] Il 26 luglio 2005 sposò Emma Nethercott.[12]

## Ascendenza
|                                           |              |                           | Genitori                      |  |  | Nonni |  |  | Bisnonni          |  |  | Trisnonni                              |  |
|                                           |              |                           |                               |  |  |       |  |  | Charles Wellesley |  |  | Arthur Wellesley, I duca di Wellington |  |
|                                           |              |                           |                               |  |  |       |  |  | Charles Wellesley |  |  | Arthur Wellesley, I duca di Wellington |  |
|                                           |              | Catherine Pakenham        |                               |  |  |       |  |  | Charles Wellesley |  |  |                                        |  |
| Arthur Wellesley, IV duca di Wellington   |              |                           |                               |  |  |       |  |  | Charles Wellesley |  |  |                                        |  |
|                                           |              | Augusta Pierrepont        | Henry Pierrepont              |  |  |       |  |  |                   |  |  |                                        |  |
|                                           |              | Augusta Pierrepont        | Henry Pierrepont              |  |  |       |  |  |                   |  |  |                                        |  |
|                                           |              | Augusta Pierrepont        | Sophia Cecil                  |  |  |       |  |  |                   |  |  |                                        |  |
| Gerald Wellesley, VII duca di Wellington  |              | Augusta Pierrepont        |                               |  |  |       |  |  |                   |  |  |                                        |  |
|                                           |              | Robert Williams           | Robert Williams, IX baronetto |  |  |       |  |  |                   |  |  |                                        |  |
|                                           |              | Robert Williams           | Robert Williams, IX baronetto |  |  |       |  |  |                   |  |  |                                        |  |
|                                           |              | Robert Williams           | Anne Hughes                   |  |  |       |  |  |                   |  |  |                                        |  |
| Kathleen Williams                         |              | Robert Williams           |                               |  |  |       |  |  |                   |  |  |                                        |  |
|                                           |              | Mary Anne Geale           | Piers Geale                   |  |  |       |  |  |                   |  |  |                                        |  |
|                                           |              | Mary Anne Geale           | Piers Geale                   |  |  |       |  |  |                   |  |  |                                        |  |
|                                           |              | Mary Anne Geale           | …                             |  |  |       |  |  |                   |  |  |                                        |  |
| Arthur Wellesley, VIII duca di Wellington |              | Mary Anne Geale           |                               |  |  |       |  |  |                   |  |  |                                        |  |
|                                           | James Ashton | Samuel Ashton             |                               |  |  |       |  |  |                   |  |  |                                        |  |
|                                           | James Ashton | Samuel Ashton             |                               |  |  |       |  |  |                   |  |  |                                        |  |
|                                           | James Ashton | Mary Turner               |                               |  |  |       |  |  |                   |  |  |                                        |  |
| Robert Ashton                             | James Ashton |                           |                               |  |  |       |  |  |                   |  |  |                                        |  |
|                                           |              | Frances Caroline Cheetham | …                             |  |  |       |  |  |                   |  |  |                                        |  |
|                                           |              | Frances Caroline Cheetham | …                             |  |  |       |  |  |                   |  |  |                                        |  |
|                                           |              | Frances Caroline Cheetham | …                             |  |  |       |  |  |                   |  |  |                                        |  |
| Dorothy Ashton                            |              | Frances Caroline Cheetham |                               |  |  |       |  |  |                   |  |  |                                        |  |
|                                           |              | Cecil Dunn Gardner        | John Margetts                 |  |  |       |  |  |                   |  |  |                                        |  |
|                                           |              | Cecil Dunn Gardner        | John Margetts                 |  |  |       |  |  |                   |  |  |                                        |  |
|                                           |              | Cecil Dunn Gardner        | Sarah Dunn Gardner            |  |  |       |  |  |                   |  |  |                                        |  |
| Lucy Gardner                              |              | Cecil Dunn Gardner        |                               |  |  |       |  |  |                   |  |  |                                        |  |
|                                           |              | Emma Keep                 | William Keep                  |  |  |       |  |  |                   |  |  |                                        |  |
|                                           |              | Emma Keep                 | William Keep                  |  |  |       |  |  |                   |  |  |                                        |  |
|                                           |              | Emma Keep                 | …                             |  |  |       |  |  |                   |  |  |                                        |  |
|                                           |              | Emma Keep                 |                               |  |  |       |  |  |                   |  |  |                                        |  |